# Eugênio Barros
Eugênio Barros (Matões, 13 de novembro de 1898 — Rio de Janeiro, 15 de outubro de 1988) foi um empresário e político brasileiro, com base eleitoral no estado do Maranhão.

## Carreira política
Eugênio Barros foi prefeito da cidade de Caxias entre 1948 e 1950; governador do estado do Maranhão durante o período 1952-1956 e, por fim, senador da República pelo estado do Maranhão durante os anos 1959-1967.

## Familiares
- Filiação: Balbino Barros e Hermelinda Azevedo Barros.
- Pai de: José Barros.
- Avô Paterno do Deputado Estadual do Maranhão Max Barros.
- Tio do político Eziquio Barros Filho

## Cronologia
- 13 de novembro de 1898 – Nascimento em Matões (MA), filho de Balbino Barros e Hermelinda Azevedo Barros. Cresceu em ambiente rural até mudar-se para Caxias ainda jovem, onde iniciou estudos ginasiais.[3]
- Década de 1920 – Ingressa no setor industrial de Caxias: torna-se sócio-fundador e principal acionista da Companhia de Fiação e Tecidos União Caxiense S/A (conhecida como “Senharó”), que em poucos anos empregou centenas de trabalhadores e impulsionou o comércio local.[4]
- 1938–1950 – Membro do Conselho Técnico de Economia e Finanças do Maranhão, assessorando secretarias estaduais em políticas de desenvolvimento regional e avaliação orçamentária.[5]
- 1944–1948 – Indicado para o Conselho Nacional do Petróleo (CNP), participou da regulamentação inicial do setor petrolífero no Brasil, colaborando em estudos de viabilidade e concessão de campos no Nordeste.[6]
- 1948–1950 – Prefeito eleito de Caxias; inaugurou obras de pavimentação de ruas, modernização do sistema de abastecimento de água, construção de pontes de concreto sobre o rio Itapecuru e riacho das Lages, urbanização do balneário Veneza e edificação do Hospital Miron Pedreiras.[7]
- 31 de janeiro a 28 de fevereiro de 1951 – Governador interino do Maranhão, nomeado provisoriamente após disputa eleitoral e intervenção do Tribunal Superior Eleitoral.[8]
- Dezembro de 1952–fevereiro de 1956 – Governador constituído do Maranhão; reemancipou o município de Matões (Decreto-Lei nº 2 174, de 26 de dezembro de 1952), lançou programas de colonização rural em várzeas, expandiu a malha rodoviária estadual com mais de 200 km de estradas vicinais, criou novos distritos e reorganizou as secretarias de Educação e Obras Públicas.[9]
- 3 de outubro de 1958 – Eleito senador da República pelo Maranhão, com 53,8% dos votos, filiando-se ao PSD.[10]
- 1959–1967 – Mandato completo no Senado Federal; integrou as comissões de Transportes e Comunicações (membro), Agricultura e Pecuária (vice-presidente, 1961–62), Finanças, Saúde e Economia; foi relator do projeto de Lei nº 4 321/1962 (Crédito Rural); representou o Brasil em missões oficiais à Polônia (1961) e à Bolívia (1962); e participou do Conselho Superior das Caixas Econômicas Federais (1967).[11]
- 15 de outubro de 1988 – Falecimento no Rio de Janeiro, aos 89 anos, após breve enfermidade cardíaca. Seu enterro em Caxias reuniu lideranças políticas, industriais e comunitárias.[12]
- 26 de dezembro de 1961 – Em sua homenagem, foi criado o município de Governador Eugênio Barros, desmembrado de Caxias.[13]
- 1990 – O antigo prédio da Companhia de Fiação e Tecidos União Caxiense recebeu tombamento como Patrimônio Histórico do Maranhão e, posteriormente, transformado em Centro de Cultura de Caxias.[14]
- Anos 1990–2020 – Biografias regionais, teses acadêmicas e livros de história econômica do Maranhão passaram a destacar sua contribuição à industrialização do interior e à modernização administrativa do estado.[15]